# Ujung Batu (Sosa)
Ujung Batu is een bestuurslaag in het regentschap Padang Lawas van de provincie Noord-Sumatra, Indonesië. Ujung Batu telt 2788 inwoners (volkstelling 2010).